# Distoleon curdicus
Distoleon curdicus är en insektsart som beskrevs av Hölzel 1972. Distoleon curdicus ingår i släktet Distoleon och familjen myrlejonsländor. Inga underarter finns listade i Catalogue of Life.